# Formation d'Owl Creek
La formation d'Owl Creek est une formation géologique américaine allant du Tennessee au Mississippi. 

## Présentation
La formation conserve des fossiles datant de la période du Maastrichtien supérieur du Crétacé supérieur. Des restes d'ornithomimidés et de cératopsidés sont connus de la formation. La dent provenant du cératopsien pourrait représenter une chasmosauriné.